# Diclorofosfato de metila
Diclorofosfato de metila, metildiclorofosfato ou diclorofosforiloximetano, é o composto químico orgânico, de fórmula química CH3Cl2O2P, de fórmula linear Cl2P(O)OCH3, SMILES COP(=O)(Cl)Cl, e massa molecular 148,91. Apresenta ponto de ebulição de 62-64 °C a 15 mmHg e densidade de 1,488 g/mL a 25 °C. É classificado com o número CAS 677-24-7, número EC 211-639-1, número MDL MFCD00002068 e PubChem Substance ID 24849724.